# Persone di cognome Nakamura
| Questa pagina contiene informazioni ricavate automaticamente dalle voci biografiche con l'ausilio del template Bio e di un bot. L'aggiornamento è periodico e automatico e ricostruisce completamente la pagina. Se manca una persona in questa lista, sei pregato di non aggiungerla, ma accertati piuttosto che la sua voce biografica contenga il template Bio e che i dati anagrafici siano correttamente compilati. Se il template Bio manca, inseriscilo tu stesso o, in alternativa, metti l'avviso {{tmp\|Bio}} che ne segnala la mancanza. Se i dati riportati sono sbagliati, correggi direttamente la voce biografica; le modifiche saranno visibili in questa lista entro pochi giorni. Per chiarimenti vedi il progetto antroponimi. La lista contiene solo le 61 persone che sono citate nell'enciclopedia e per le quali è stato implementato correttamente il template Bio. Pagina aggiornata al 22 gen 2025. |

Questa è una lista di persone presenti nell'enciclopedia che hanno il cognome Nakamura, suddivise per attività principale.

## Animatori(1)
- Yutaka Nakamura, animatore e character designer giapponese (n. 1967)

## Arcivescovi cattolici(1)
- Peter Michiaki Nakamura, arcivescovo cattolico giapponese (Saikai, n. 1962)

## Artisti marziali misti(1)
- Keita Nakamura, artista marziale misto giapponese (Tokyo, n. 1984)

## Astronomi(4)
- Akimasa Nakamura, astronomo giapponese (n. 1961)
- Hiroshi Nakamura, astronomo giapponese (n. 1955)
- Tsuko Nakamura, astronomo giapponese (n. 1943)
- Yuji Nakamura, astronomo giapponese (n. 1956)

## Attori(2)
- Aoi Nakamura, attore e modello giapponese (Fukuoka, n. 1991)
- Yūichi Nakamura, attore giapponese (Kanagawa, n. 1987)

## Attrici(1)
- Eriko Nakamura, attrice, doppiatrice e cantante giapponese (Saitama, n. 1981)

## Calciatori(15)
- Atsutaka Nakamura, calciatore giapponese (Osaka, n. 1990)
- Hokuto Nakamura, ex calciatore giapponese (Nagasaki, n. 1985)
- Hotaka Nakamura, calciatore giapponese (Yokosuka, n. 1997)
- Kazuyoshi Nakamura, ex calciatore giapponese (Prefettura di Shizuoka, n. 1955)
- Keita Nakamura, calciatore giapponese (Chiba, n. 1993)
- Keito Nakamura, calciatore giapponese (Abiko, n. 2000)
- Kengo Nakamura, ex calciatore giapponese (Tokyo, n. 1980)
- Kōsuke Nakamura, calciatore giapponese (Tokyo, n. 1995)
- Shun Nakamura, calciatore giapponese (Chiba, n. 1994)
- Shunsuke Nakamura, ex calciatore giapponese (Yokohama, n. 1978)
- Tadashi Nakamura, ex calciatore giapponese (Tokyo, n. 1971)
- Taisuke Nakamura, ex calciatore giapponese (Kyoto, n. 1989)
- Takumi Nakamura, calciatore giapponese (Ōita, n. 2001)
- Tōya Nakamura, calciatore giapponese (Hokkaidō, n. 2000)
- Yūto Nakamura, ex calciatore giapponese (Urayasu, n. 1987)

## Cestisti(1)
- Kunihiko Nakamura, ex cestista giapponese (n. 1939)

## Criminali(1)
- Nakamura Chōbei, criminale giapponese

## Designer(1)
- Shiro Nakamura, designer giapponese (Osaka, n. 1950)

## Direttori artistici(1)
- Mitsuki Nakamura, direttore artistico giapponese (Tokyo, n. 1944 - Tokyo, † 2011)

## Dirigenti sportivi(1)
- Shūzō Nakamura, dirigente sportivo, allenatore di calcio e ex calciatore giapponese (Urawa, n. 1959)

## Doppiatori(2)
- Tadashi Nakamura, doppiatore giapponese (Aichi, n. 1929 - † 2019)
- Yūichi Nakamura, doppiatore giapponese (Prefettura di Kagawa, n. 1980)

## Doppiatrici(1)
- Chie Nakamura, doppiatrice giapponese (Tokyo, n. 1978)

## Fumettiste(1)
- Shungiku Nakamura, fumettista e illustratrice giapponese (Osaka, n. 1980)

## Goiste(1)
- Sumire Nakamura, goista giapponese (Osaka, n. 2009)

## Goisti(2)
- Hidehito Nakamura, giocatore di go giapponese (Yamanashi, n. 1945)
- Shinya Nakamura, giocatore di go giapponese (Osaka, n. 1973)

## Imprenditori(1)
- Masaya Nakamura, imprenditore giapponese (Tokyo, n. 1925 - † 2017)

## Ingegneri(1)
- Shūji Nakamura, ingegnere giapponese (Ikata, n. 1954)

## Judoka(2)
- Kenzo Nakamura, judoka giapponese (n. 1973)
- Misato Nakamura, judoka giapponese (Hachiōji, n. 1989)

## Karateka(1)
- Tadashi Nakamura, karateka giapponese (Maoka, n. 1942)

## Medici(1)
- Tetsu Nakamura, medico giapponese (Fukuoka, n. 1946 - Jalalabad, † 2019)

## Militari(1)
- Teruo Nakamura, militare giapponese (Taiwan, n. 1919 - Chenggong, † 1979)

## Multiplisti(1)
- Akihiko Nakamura, multiplista giapponese (Nagoya, n. 1990)

## Nuotatrici(2)
- Mai Nakamura, nuotatrice giapponese (Niigata, n. 1979)
- Reiko Nakamura, ex nuotatrice giapponese (n. 1982)

## Piloti motociclistici(1)
- Minoru Nakamura, pilota motociclistico giapponese (n. 1971)

## Pittori(1)
- Hiroshi Nakamura, pittore giapponese (Hamamatsu, n. 1932)

## Politici(1)
- Kuniwo Nakamura, politico palauano (Peleliu, n. 1943 - Koror, † 2020)

## Preparatori atletici(1)
- Kazuya Nakamura, preparatore atletico e ex calciatore giapponese (Osaka, n. 1961)

## Produttori discografici(1)
- Dan the Automator, produttore discografico e musicista statunitense (San Francisco, n. 1967)

## Rapper(1)
- Lotus Juice, rapper e musicista giapponese (Tokyo, n. 1979)

## Registi(2)
- Noboru Nakamura, regista e sceneggiatore giapponese (Tokyo, n. 1913 - † 1981)
- Ryūtarō Nakamura, regista e animatore giapponese (Prefettura di Chiba, n. 1955 - Tokyo, † 2013)

## Saltatori con gli sci(1)
- Naoki Nakamura, saltatore con gli sci giapponese (Rumoi, n. 1996)

## Scacchisti(1)
- Hikaru Nakamura, scacchista statunitense (Hirakata, n. 1987)

## Scrittori(1)
- Fuminori Nakamura, scrittore giapponese (Tōkai, n. 1977)

## Tenniste(1)
- Aiko Nakamura, ex tennista giapponese (Osaka, n. 1983)

## Wrestler(1)
- Shinsuke Nakamura, wrestler e ex artista marziale misto giapponese (Mineyama, n. 1980)

## Senza attività specificata(1)
- Anju Nakamura, combinatista nordica giapponese (Sapporo, n. 2000)